# Rupert (Idaho)
Rupert é uma cidade localizada no estado americano de Idaho, no Condado de Minidoka.

## Demografia
Segundo o censo americano de 2000, a sua população era de 5645 habitantes.
Em 2006, foi estimada uma população de 5214, um decréscimo de 431 (-7.6%).

## Geografia
De acordo com o United States Census Bureau tem uma área de
5,3 km², dos quais 5,3 km² cobertos por terra e 0,0 km² cobertos por água. Rupert localiza-se a aproximadamente 1264 m acima do nível do mar.

## Localidades na vizinhança
O diagrama seguinte representa as localidades num raio de 24 km ao redor de Rupert.